# Paradiso (Hayley Westenra)
Paradiso è un album in studio della cantante neozelandese Hayley Westenra, pubblicato nel 2011 e realizzato in collaborazione con il maestro italiano Ennio Morricone. Il disco infatti contiene celebri composizione di Morricone o inediti scritti dal maestro per l'artista.
L'album arriva in prima posizione in Nuova Zelanda.

## Tracce
1. Gabriel's Oboe
2. Cinema Paradiso: Profumo di Limone
3. La Califfa
4. Once Upon a Time in the West
5. Metti una sera a cena
6. Cinema Paradiso: Would He Even Know Me Now?
7. Per Natale (L'esprit de Noël)
8. I Knew I Loved You (Deborah's Theme)
9. Lezione di musica
10. Da quel sorriso che non ride più
11. The Edge of Love
12. Amália por amor
13. Here's to You
14. Malena